# الوادي السعيد (قرية)

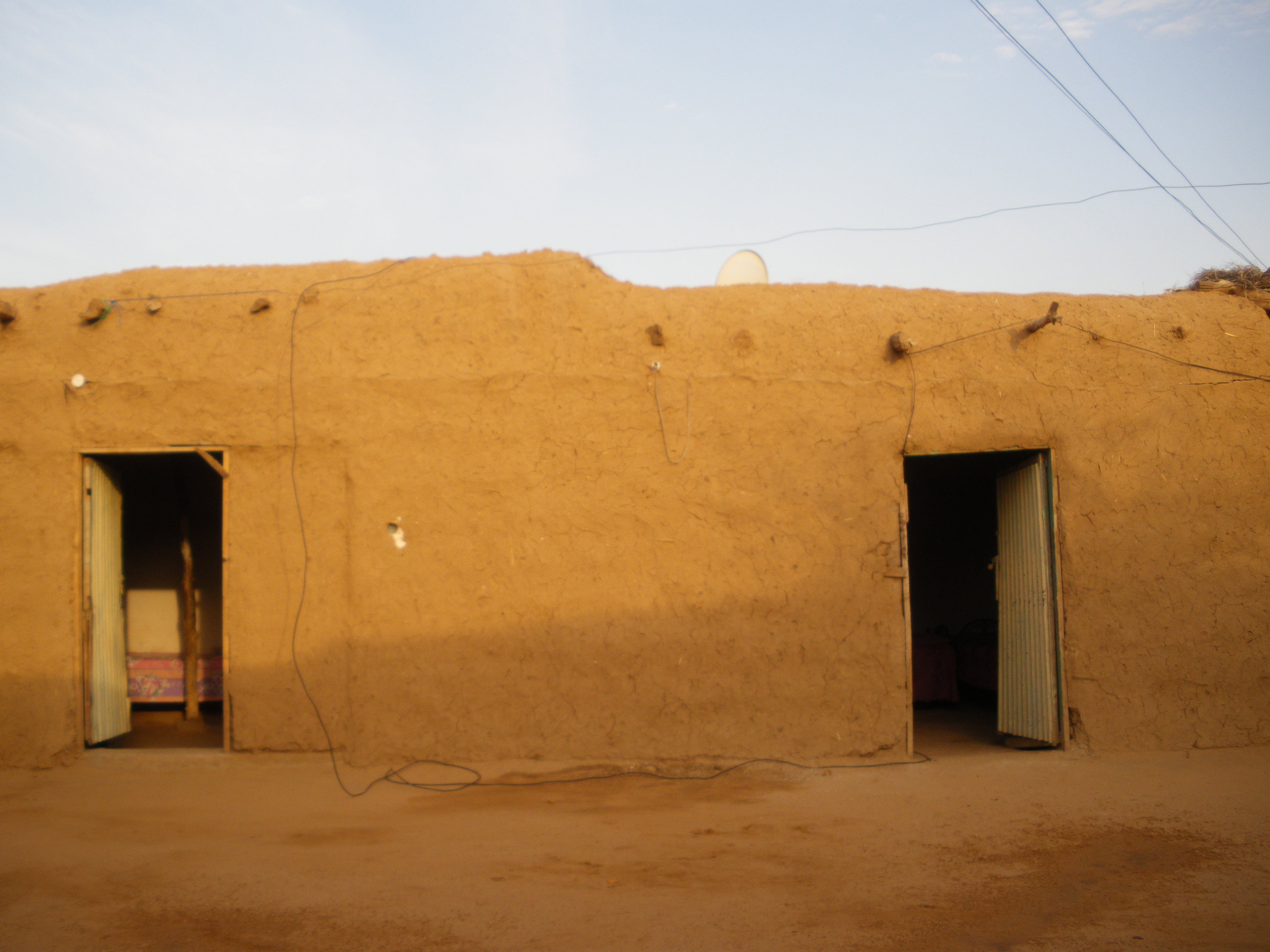
منزل بقرية الوادي السعيد

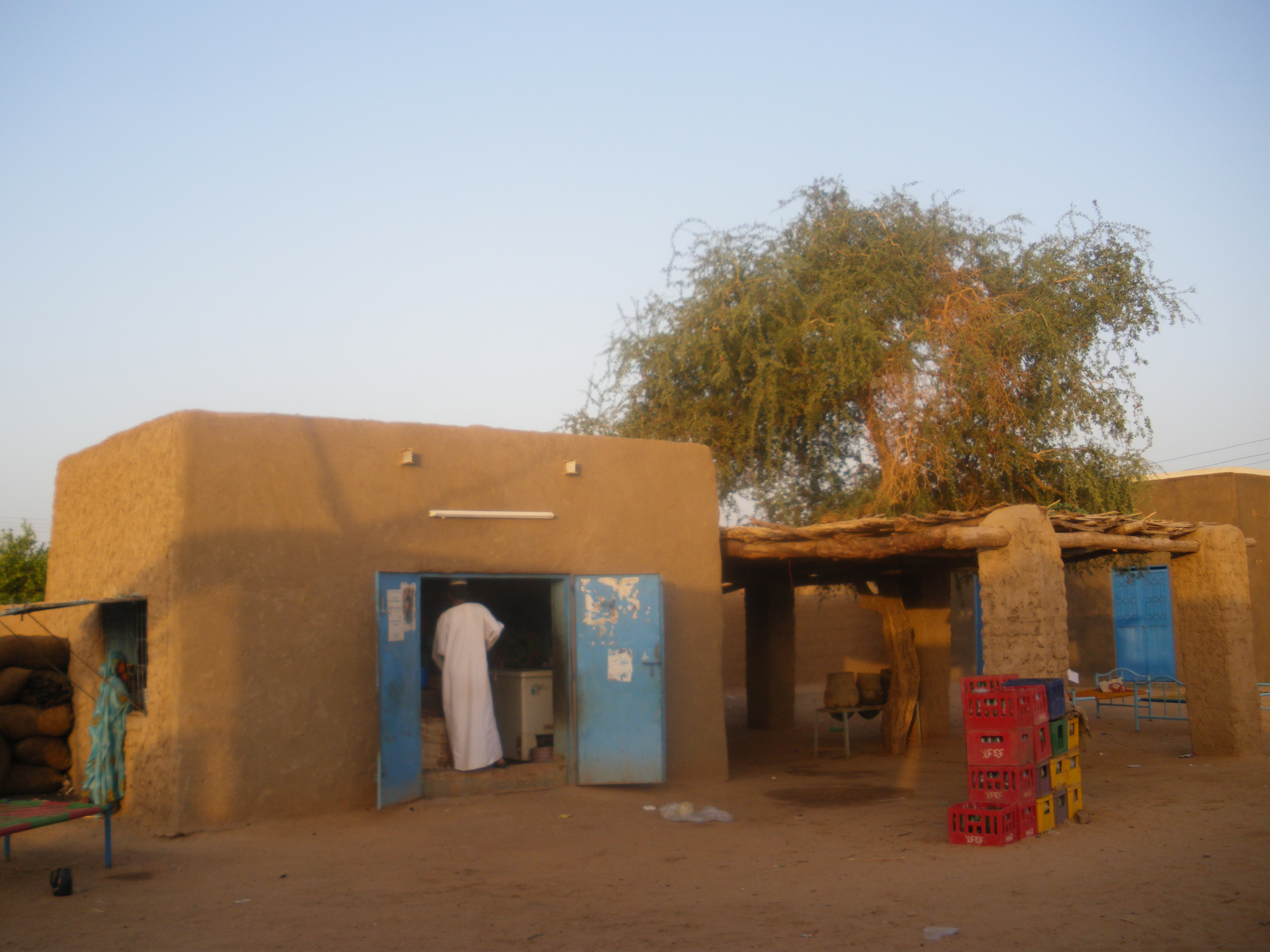

صورة لبوابة مدرسة الوادى السعيد -بنين

الوادي السعيد: تعتبر قرية الوادي السعيد من قرى منطقة حجر العسل بولاية نهر النيل بالسودان، إذ تقع على الضفة الشرقية لنهر النيل قبالة ود حامد وتبعد عن العاصمة حوالي مائة وعشرة كيلومتر. يبلغ عدد سكانها حوالي خمسة ألآف نسمة وبها مدرستان لمرحلة الأبتدائية وكذلك بها مدرستين ثانويتين وكذلك بها مركز صحي يقدم الرعاية الصحية الأولية للقرية والقرى المجاورة وكذلك بها العديد من البقالات والمخابز ويعمل معظم سكانها بالزراعة كحال قرى المنطقة. وبها مجلسين محليين هما مجلس الوادي السعيد ومجلس السعداب والمحيناب.
يسكنها الجعليين والشايقية وقبائل أخرى. ويعمل العديد من أهلها بالعاصمة الخرطوم ونسبة لسهولة المواصلات ولقربها من العاصمة. كانت تسمى سابقاً بوادي العبيد وذلك لأنه كان بها مكان إقامة العبيد في عهد تجارة الرقيق في السودان أو لأن أحد الملوك كان يسكن في إحدى الجزر القريبة منها ويسكن أفراد الحراسة خارج الجزيرة لحمايتها. تم تغيير الاسم من قبل محمد عثمان المرغني زعيم الختمية والحزب الإتحادي الديمقراطي إلى هذا الاسم. تم توصيل المياه عبر أنابيب لكل منازل القرية وكذلك تم إيصال الكهرباء في نهاية عام 2009 فأصبحت تنعم بالكثير من الخدمات الجديدة وكذلك تم تجديد المركز الصحي.